# Ute Zingelmann
Ute Zingelmann (* 7. September 1940) ist eine ehemalige Fernsehansagerin des Zweiten Deutschen Fernsehens.  Sie sagte bis in die 1980er Jahre das Programm des ZDF an. Nach Beendigung ihrer Zeit vor der Kamera führte Ute Zingelmann Besuchergruppen über das ZDF-Gelände am Mainzer Lerchenberg.

## Sonstiges
Zingelmann ist nicht zu verwechseln mit der NDR-Fernsehansagerin Ulla Zitelmann.